# Bunyoro

Bandiera del Bunyoro

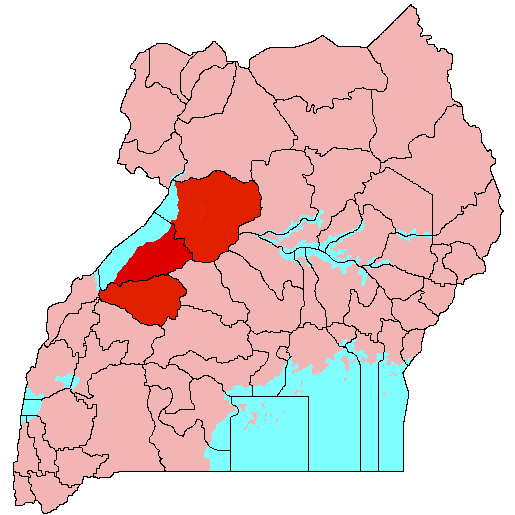
In rosso: l'attuale regno di Bunyoro in Uganda

Bunyoro chiamato anche Bunyoro-Kitara, è uno degli antichi regni dell'Africa orientale. I regni sono stati aboliti nel 1967, nel 1993 il presidente Yoweri Museveni li ha nuovamente riconosciuti come entità culturali, da quell'anno è ritornato in vigore il titolo di sovrano (Omukama); l'attuale sovrano è Solomon Gafabusa Iguru I, 27º Omukama (re) di Bunyoro-Kitara. Il territorio del regno è situato a nord-ovest del regno di Buganda nella parte occidentale dell'Uganda.

## Geografia
L'area su cui, alla fine del XIX secolo, si estendeva il regno di Bunyoro comprende tutti i territori a est del lago Alberto e una piccola striscia ceduta nel 1910 al Congo Belga (l'attuale Repubblica Democratica del Congo).
A settentrione e ad oriente il confine era delimitato dal Nilo Vittoria ma prima che l'amministrazione coloniale britannica tracciasse con precisione i confini (1896) è presumibile che l'area su cui si estendeva il regno fosse legata all'influenza sulle tribù del sovrano che ne era alla guida. Nel XIX secolo era ancora conteso il dominio su alcune fasce di territorio di confine fra i regni di Bunyoro e di Buganda.
Il 14 agosto 1891 Frederick Lugard nominò Rukirabasaija Daudi Kasagama Kyebambe VI re del regno di Toro proclamandone in tal modo la separazione dal regno di Bunyoro.
I sovrani del regno di Toro fanno parte della stessa dinastia (Babiito) di quelli del Bunyoro.

## Storia
Il regno di Bunyoro fu costituito nel XV secolo nell'area del Lago Alberto, in precedenza nella stessa area vi erano stati i regni della dinastia Batembuzi e il regno di Kitara della dinastia Bachwezi. Probabilmente in coincidenza con un'invasione da parte dei Luo, prese il sopravvento la dinastia Babiito con la quale Bunyoro divenne il regno più importante dell'attuale Uganda, la supremazia fu mantenuta dal XVI al XIX secolo quando aumentò progressivamente l'influenza del regno di Buganda.
Il regno di Bunyoro era chiamato anche regno di Bunyoro-Kitara, il sovrano era chiamato Omukama e non aveva una residenza fissa, le tombe degli ultimi Omukama (Mparo Tombs) si trovano a Mparo, a quattro km di distanza da Hoima capoluogo del distretto omonimo. L'Omukama conferiva ai capotribù la sovranità sulle regioni del regno, questi detenevano il potere giudiziario e si occupavano di incassare i tributi.
All'epoca dell'arrivo dei primi esploratori europei, intorno al 1860, il regno era guidato da re Kyebambe, antenato del re Kabalega. Tra i primi europei che fecero ingresso nel territorio di Bunyoro vi sono J. H. Speke, J. A. Grant (entrambi nel 1862) e Sir e Lady Baker, a cui si deve la scoperta del Lago Alberto (1864).

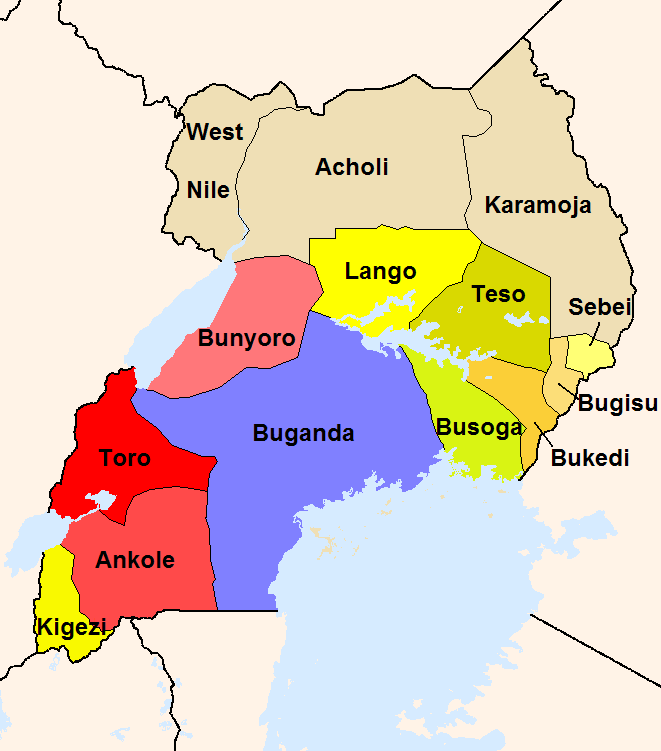
Suddivisione del protettorato britannico in Uganda. Confini del 1926: nelle aree di colore rosso e nel Buganda (blu) furono mantenuti i regni tradizionali. Nell'area di colore giallo fu introdotta un'amministrazione simile a quella in vigore in Buganda. Nelle aree marroncine non vi erano regni tradizionali.

Il 14 maggio 1872 il Bunyoro viene assegnato da Baker, governatore generale delle province equatoriali britanniche, all'area di sovranità anglo-egiziana (Sudan). L'influenza anglo-egiziana nella regione calò con il ritiro di Emin Pascià 1888 che aveva a Wadelai una delle sue sedi principali.
Nel periodo successivo la parte settentrionale del Bunyoro finì nell'area di influenza dei mahdisti mentre il sovrano Kabarega tentava di opporsi alla penetrazione britannica, guidata da Frederick Lugard nella parte meridionale del regno.
La progressiva chiusura nei confronti dell'influenza europea ebbe come conseguenza una progressiva perdita di rilevanza del Bunyoro all'interno del protettorato britannico, acquistò invece maggiore peso il Buganda che seppe sfruttare la situazione per ottenere maggiori concessioni e vantaggi.
Nel 1896 l'Inghilterra incluse il Bunyoro nel Protettorato, tre anni, il 9 aprile 1899 dopo il sovrano Kabarega fu imprigionato e mandato in esilio sulle Seychelles, e uno dei suoi figli, l'ancora minorenne Yosia, fu nominato sovrano con poteri però molto limitati. Dopo la definitiva sottomissione del Bunyoro da parte di Gerald Portal una parte del territorio fu separata e annessa al Buganda (Buganda Agreement).

### Dopo l'indipendenza
Un referendum per la restituzione delle province perdute promosso dal Bunyoro poco dopo l'indipendenza (1967) portò ad una crisi dello stato in seguito alla quale il presidente Milton Obote annullò la costituzione e disciolse i regni tradizionali.
Solo nel 1993 il presidente Yoweri Museveni ripristinò gli antichi regni riconoscendoli come elementi della cultura tradizionale, da allora esiste nuovamente un Omukama con il titolo di Sua Altezza Reale Solomon Gafabusa Iguru I., 27º Omukama di Bunyoro-Kitara che pur non avendo alcun ruolo governativo ha un importante ruolo culturale, l'Omukama collabora infatti con gli organi istituzionali per fare sì che provvedimenti imposti per legge vengano recepiti nella cultura locale.
Il 3% circa della popolazione complessiva dell'Uganda (dato del 2005) appartiene all'etnia Banyoro.
L'attuale Bunyoro comprende tre distretti per un totale circa di 1.232.422 di abitanti (secondo il censimento del 2002), da nord a sud sono:
- Masindi (capoluogo: Masindi), 2002: 469.865 abitanti
- Hoima (capoluogo: Hoima), 2002: 349.204 abitanti
- Kibale (capoluogo: Kibale), 2002: 413.353 abitanti